# 에이닌
에이닌(永仁, えいにん)은 일본의 연호(元号) 중 하나이다.
- 전후 : 쇼오(正応) 이후 - 쇼안(正安) 이전.
- 시기 : 1293년 ~ 1298년
- 천황 : 후시미 천황, 고후시미 천황
- 쇼군 : 가마쿠라 막부의 히사아키 친왕
- 싯켄 : 호조 사다토키

## 개원(改元)
- 쇼오 6년 8월 5일(율리우스력 1293년 9월 6일), 천재지변과 간토 지방의 지진에 의해 개원.
- 에이닌 7년 4월 25일(율리우스력 1299년 5월 25일), 쇼안으로 개원된다.

## 출전
『진서·악지』의 「永載仁風、長撫無外」.

## 에이닌 시기에 일어난 일
- 5년
  - 에이닌의 덕정령

## 서력과의 대조표
| 에이닌 | 원년   | 2년    | 3년    | 4년    | 5년    | 6년    | 7년    |
| ------ | ------ | ------ | ------ | ------ | ------ | ------ | ------ |
| 서력   | 1293년 | 1294년 | 1295년 | 1296년 | 1297년 | 1298년 | 1299년 |
| 간지   | 계사   | 갑오   | 을미   | 병신   | 정유   | 무술   | 기해   |

## 같이 보기
- 일본의 연호 일람
- 에이닌의 항아리 사건

| 이전 쇼오 | 일본의 연호 1293년 ~ 1299년 | 다음 쇼안 |